# Максимович Микола Григорович

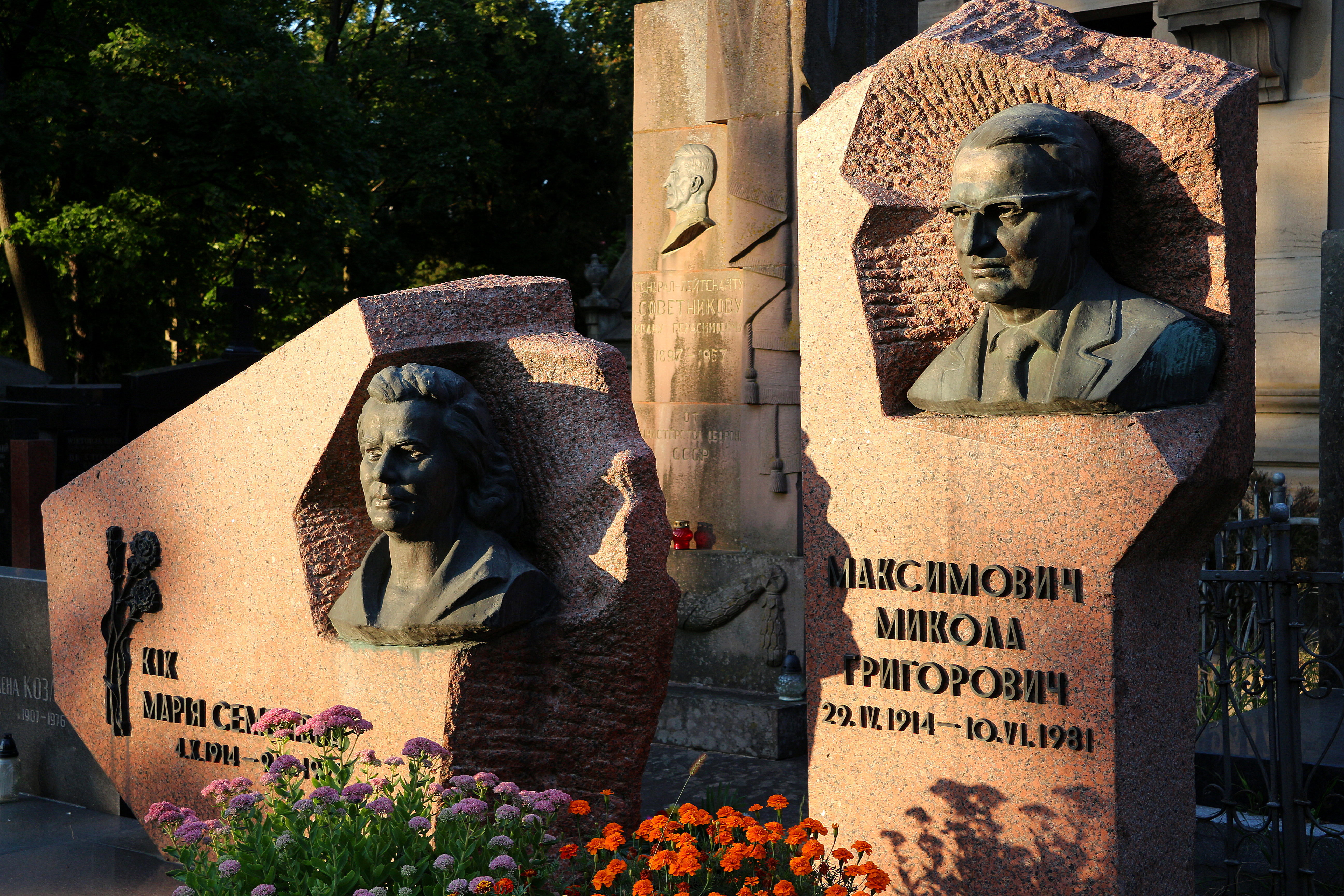

Мико́ла Григо́рович Максимо́вич (16 (29) квітня 1914, село Добратичі, Холмська губернія, Рос. імперія, тепер Люблінського воєводства, Польща — 10 червня 1981, Львів) — український вчений у галузі електротехніки, доктор технічних наук (з 1969), професор (з 1962), заслужений діяч науки і техніки Української РСР (з 16.05.1964). Депутат Верховної Ради УРСР 8—10-го скликань.

## Біографія
Народився 16 (29 квітня) 1914 року в селі Добратичі (Холмська губернія), тепер Люблінського воєводства, Польща.
Закінчив гімназію у місті Холмі, у 1933 вступив до Львівської політехніки. Став членом підпільної комсомольської організації, розповсюджував нелегальну літературу, за що був у 1937 році заарештований і виключений із університету.
У 1939 був ув'язнений за комуністичну діяльність, відбував покарання у концтаборі Береза Картузька. Під час нападу гітлерівської Німеччини на Польщу звільнений з ув'язнення, продовжив навчання на електротехнічному факультеті ЛПІ. У 1941 році закінчив електротехнічний факультет Львівського політехнічного інституту.
З 1941 — інженер-конструктор конструкторського бюро Харківського електромеханічного заводу у Харкові, потім у місті Кемерово РРФСР. З 1943 р. — радист у диверсійному загоні НКВС СРСР імені Богдана Хмельницького.
З 1945 року — комсорг ЦК ВЛКСМ у Львівському політехнічному інституті, старший лаборант кафедри загальної і теоретичної електротехніки. У 1945 р. вступив в аспірантуру без відриву від виробництва на кафедрі загальної і теоретичної електротехніки.
Член ВКП(б) з 1947 року.
У 1949 році, після закінчення аспірантури та захисту кандидатської дисертації, здобув ступінь кандидата технічних наук, а згодом затверджений у вченому званні доцента.
З 1950 року — заступник директора з навчальної роботи, одночасно завідувач кафедри теоретичної та загальної електротехніки. З 25 вересня 1953 до 1963 року — директор Львівського політехнічного інституту.
У 1963 — червні 1981 року — ректор Львівського державного університету імені Івана Франка. Одночасно працював завідувачем кафедри теоретичних основ електрорадіотехніки Львівського державного університету.
Похований на полі № 1 б Личаківського цвинтаря.

## Наукова діяльність
Науковий керівник спеціальної науково-дослідної лабораторії, яка працювала над створенням нових типів навчальних машин; відповідальний редактор двох томів наукових записок з питань теорії електричних і магнітних ланцюгів; опублікував понад 30 наукових праць.

## Автор
Основні праці з теоретичної електротехніки, теорії і розробки методів розрахунку електричних кіл.

## Нагороди
- орден Леніна (15.09.1961)
- орден Жовтневої Революції
- орден Червоної Зірки
- медалі
- Заслужений діяч науки і техніки Української РСР (16.05.1964)